# Barri de Torre Baró
Torre Baró és un barri del districte de Nou Barris de Barcelona, a l'extrem oriental de la Serra de Collserola.

Va sorgir a mitjan segle xx a una part de la serra de Collserola de diferents iniciatives d'urbanització en forma de ciutat jardí que no van prosperar. La zona, que en un principi havia d'ésser residencial, es va convertir en un barri d'auto-construcció, arran de les necessitats d'habitatge de moltes persones arribades d'altres llocs de la península Ibèrica durant les dècades dels cinquanta i seixanta.
La construcció inacabada del castell de Torre Baró, a dalt de la serra, s'ha convertit en símbol del districte. Aixecat durant la primera dècada del segle passat, tenia com a finalitat esdevenir un hotel dins del projecte d'urbanització de la zona residencial. El nom del barri, però, prové de l'antiga torre del Baró, construïda al segle xvi per la família Pinós al costat de la carretera de Ribes i destruïda l'any 1714. Una segona torre va ésser construïda al mateix indret el 1797 i va ésser enderrocada el 1967 quan es va construir la perllongació de la Meridiana (autopista C-58).
El febrer de 2006 l'alcalde Joan Clos va inaugurar el pont del Congost, que connecta els barris de Torre Baró i Vallbona, per sobre les vies del tren i l'C-58, amb una vorera ampla per a vianants i un corredor de bicicletes.